# Lumberville
Lumberville é uma pequena vila localizada na Pensilvânia às margens do rio Delaware.